# Premier district congressionnel du Texas
Le 1er district congressionnel du Texas dessert la partie nord-est de l'État du Texas. En 2022, le 1er district comptait 775 992 habitants. Il se compose en grande partie de trois petites zones métropolitaines de l'est du Texas : Texarkana, Texas, Longview-Marshall et Tyler. Avec un indice CPVI de R+26, c'est le district le plus Républicain du Texas. Il est représenté par le Républicain Nathaniel Moran depuis 2023.
Le 1er district englobait autrefois de grandes parties du nord du Texas et du centre du Texas, mais à mesure que la population du Texas augmentait, le district est devenu plus petit jusqu'à n'englober qu'environ la moitié du nord-est du Texas.
Pendant la majeure partie de son histoire, le district était basé à Texarkana, mais lors d'un redécoupage controversé en 2003 orchestré par le chef de la majorité parlementaire de l'époque, Tom DeLay, Texarkana a été retiré du district et transféré dans le 4e district voisin. Lufkin, Tyler et Longview ont été ajoutés à sa place. Lors du redécoupage de 2021, Lufkin a été exclu du district et Texarkana y a été réintégré.
Le district était majoritairement rural pendant une grande partie de son histoire et était donc beaucoup plus favorable à l'élection des démocrates au Congrès, même si la majeure partie du Texas se tournait vers les républicains. Le Représentant Démocrate sortant du district, Max Sandlin, a été un critique particulièrement sévère de l'effort de redécoupage mené par DeLay, affirmant que le regroupement des zones rurales avec les zones urbaines étouffait la voix des électeurs ruraux. Le redécoupage de 2003 a rendu le district plus urbain et républicain, notamment avec l'ajout des bastions républicains de Tyler et Longview. Sandlin a été facilement battu en novembre 2004 par le Républicain Louie Gohmert, juge de longue date dans la région de Tyler. Gohmert est le premier Républicain à représenter le district depuis la Reconstruction. Prouvant à quel point la circonscription reconfigurée est républicaine, Gohmert a été réélu sept fois avec pas moins de 68 % des voix. Les démocrates ont choisi de ne pas présenter de candidat en 2008 et 2012. En 2022, Moran a été élu pour succéder à Gohmert, avec près de 80 % des voix, devenant ainsi le deuxième Républicain à représenter la circonscription depuis la Reconstruction.
Le Représentant le plus connu du district, Wright Patman, a représenté le district pendant 47 ans, soit le deuxième mandat le plus long de tous les Texans au Congrès. Il a été l’un des premiers partisans du New Deal et a ensuite présidé le House Banking Committee pendant 12 ans.

## Redécoupage de 2012
Le processus de redécoupage de 2012 a modifié la partie nord du district. Tout le Comté de Marion, le Comté de Cass et la majeure partie du Comté d'Upshur ont été retirés du district. Pour compenser, la moitié est du Comté de Wood a été ajoutée. Avant cela, le district comptait une population de 651 619 habitants au recensement de 2000. De plus, la population se répartit comme suit :
- Moins de 18 ans : 26,2 %
- Plus de 65 ans : 14,1 %
- Mariés 58,7 %
- Blancs Non-Hispaniques : 71 %
- Noirs : 18 %
- Hispaniques : 9 %
- Asiatiques: 1 %
- Nés à l'étranger: 5,3 %
- Langue autre que l'Anglais : 9,8 %
- Revenu médian : 33 461 $
- Maison occupées par leurs propriétaires : 71,9 %
- Revenus supérieurs à  200 000 $ : 1,4%

## Historique de vote
| Année | Poste      | Résultats              |
| ----- | ---------- | ---------------------- |
| 2000  | Président  | Bush 68,0 % – 26,0 %   |
| 2004  | Président  | Bush 69,0 % – 31,0 %   |
| 2008  | Président  | McCain 69,0 % – 30,0 % |
| 2012  | Président  | Romney 72,0 % – 28,0 % |
| 2016  | Président  | Trump 72,0 % – 25,0 %  |
| 2018  | Sénat      | Cruz 72,0 % – 28,0 %   |
| 2018  | Gouverneur | Abbott 74,0 % – 25,0 % |
| 2020  | Président  | Trump 72,0 % – 27,0 %  |

## Liste des Représentants du district
| Membre                               | Parti            | Années                          | Congrès     | Histoire électorale | Zone géographiques |
| ------------------------------------ | ---------------- | ------------------------------- | ----------- | --- | --- |
| District établit le 29 décembre 1845 |                  |                                 |             | | |
| Vacant                               | Vacant           | 29 décembre 1845 - 30 mars 1846 | 29e         | | 1845–1851 Lamar, Red River, Bowie, Fannin, Nacogdoches, Rusk, Harrison, Shelby, Houston, San Augustine, Liberty, Jasper, Jefferson |
| Davis S. Kaufman (en)                | Démocrate        | 30 mars 1846 - 31 janvier 1851  | 29e - 31e   | Élu en 1846. Réélu en 1846. Réélu en 1849. Décès. | 1845–1851 Lamar, Red River, Bowie, Fannin, Nacogdoches, Rusk, Harrison, Shelby, Houston, San Augustine, Liberty, Jasper, Jefferson |
| Vacant                               | Vacant           | 13 janvier 1851 - 4 mars 1851   | 31e         | | 1845–1851 Lamar, Red River, Bowie, Fannin, Nacogdoches, Rusk, Harrison, Shelby, Houston, San Augustine, Liberty, Jasper, Jefferson |
| Richardson A. Scurry (en)            | Démocrate        | 4 mars 1851 - 3 mars 1853       | 32e         | Réélu en 1851. | 1851–1861 Cooke, Fannin, Grayson, Lamar, Red River, Bowie, Denton, Collin, Hunt, Hopkins, Titus, Cass, Dallas, Kaufman, Van Zandt, Wood, Upshur, Harrison, Henderson, Smith, Rusk, Panola, Anderson, Cherokee, Nacogdoches, Shelby, Houston, Angelina, San Augustine, Sabine, Trinity, Polk, Tyler, Jasper, Newton, Liberty, Jefferson |
| George W. Smyth (en)                 | Démocrate        | 4 mars 1853 - 3 mars 1855       | 33e         | Élu en 1853. Retrait. | 1851–1861 Cooke, Fannin, Grayson, Lamar, Red River, Bowie, Denton, Collin, Hunt, Hopkins, Titus, Cass, Dallas, Kaufman, Van Zandt, Wood, Upshur, Harrison, Henderson, Smith, Rusk, Panola, Anderson, Cherokee, Nacogdoches, Shelby, Houston, Angelina, San Augustine, Sabine, Trinity, Polk, Tyler, Jasper, Newton, Liberty, Jefferson |
| Lemuel D. Evans (en)                 | Know Nothing     | 4 mars 1855 - 3 mars 1857       | 34e         | Réélu en 1855. Retrait. | 1851–1861 Cooke, Fannin, Grayson, Lamar, Red River, Bowie, Denton, Collin, Hunt, Hopkins, Titus, Cass, Dallas, Kaufman, Van Zandt, Wood, Upshur, Harrison, Henderson, Smith, Rusk, Panola, Anderson, Cherokee, Nacogdoches, Shelby, Houston, Angelina, San Augustine, Sabine, Trinity, Polk, Tyler, Jasper, Newton, Liberty, Jefferson |
| John Henninger Reagan                | Démocrate        | 4 mars 1857 - 3 mars 1861       | 35e , 36e   | Élu en 1857. Réélu en 1859. Quitte le Congrès à la suite de la sécession de l'État. | 1851–1861 Cooke, Fannin, Grayson, Lamar, Red River, Bowie, Denton, Collin, Hunt, Hopkins, Titus, Cass, Dallas, Kaufman, Van Zandt, Wood, Upshur, Harrison, Henderson, Smith, Rusk, Panola, Anderson, Cherokee, Nacogdoches, Shelby, Houston, Angelina, San Augustine, Sabine, Trinity, Polk, Tyler, Jasper, Newton, Liberty, Jefferson |
| District inactif                     | District inactif | 3 mars 1861 - 30 mars 1870      | 37e - 41e   | Guerre de Sécession et Reconstruction | Guerre de Sécession et Reconstruction |
| George W. Whitmore (en)              | Républicain      | 30 mars 1870 - 3 mars 1871      | 41e         | Élu pour terminer le mandat vacant. | 1870–1873 Wood, Harrison, Van Zandt, Smith, Rusk, Panola, Henderson, Anderson, Cherokee, Nacogdoches, Shelby, Houston, Angelina, San Augustine, Sabine, Trinity, Polk, Tyler, Jasper, Newton, Liberty, Hardin, Orange, Chambers, Jefferson                                                                                             |
| William S. Herndon (en)              | Démocrate        | 4 mars 1871 - 3 mars 1875       | 42e , 43e   | Élu en 1871. Réélu en 1872. | 1870–1873 Wood, Harrison, Van Zandt, Smith, Rusk, Panola, Henderson, Anderson, Cherokee, Nacogdoches, Shelby, Houston, Angelina, San Augustine, Sabine, Trinity, Polk, Tyler, Jasper, Newton, Liberty, Hardin, Orange, Chambers, Jefferson                                                                                             |
| William S. Herndon (en)              | Démocrate        | 4 mars 1871 - 3 mars 1875       | 42e , 43e   | Élu en 1871. Réélu en 1872. | 1873–1875 Smith, Rusk, Panola, Henderson, Anderson, Cherokee, Nacogdoches, Shelby, Houston, Angelina, San Augustine, Sabine, Trinity, Polk, Tyler, Jasper, Newton, Liberty, Hardin, Orange, Chambers, Jefferson |
| John H. Reagan                       | Démocrate        | 4 mars 1875 - 3 mars 1883       | 44e - 47e   | Élu en 1874. Réélu en 1876. Réélu en 1878. Réélu en 1880. Redécoupage vers le 2e district. | 1875–1883 Wood, Harrison, Van Zandt, Smith, Rusk, Panola, Henderson, Anderson, Cherokee, Nacogdoches, Shelby, Houston, Angelina, San Augustine, Sabine, Trinity, Polk, Tyler, Jasper |
| Charles Stewart (en)                 | Démocrate        | 4 mars 1883 - 3 mars 1893       | 48e - 52e   | Élu en 1882. Réélu en 1884. Réélu en 1886. Réélu en 1888. Réélu en 1890. | 1883–1893 Angelina, Trinity, Madison, Brazos, Grimes, Waller, Montgomery, Harris, Polk, San Jacinto, Liberty, Chambers, Jefferson, Orange, Tyler, Jasper, Newton |
| Joseph C. Hutcheson (en)             | Démocrate        | 4 mars 1893 - 3 mars 1897       | 53e , 54e   | Élu en 1892. Réélu en 1894. | 1893–1897 Freestone, Leon, Trinity, Madison, Walker, Grimes, Montgomery, Waller, Harris, Chambers |
| Thomas H. Ball (en)                  | Démocrate        | 4 mars 1897 - 3 mars 1903       | 55e - 57e   | Élu en 1896. Réélu en 1898. Réélu en 1900. | 1897–1903 Freestone, Leon, Trinity, Madison, Walker, Grimes, Montgomery, Waller, Harris, Chambers |
| Morris Sheppard (en)                 | Démocrate        | 4 mars 1903 - 3 mars 1913       | 58e - 62e   | Élu en 1902. Réélu en 1904. Réélu en 1906. Réélu en 1908. Réélu en 1910. Redécoupage vers le 4e district. | 1903–1913 Lamar, Red River, Bowie, Delta, Hopkins, Franklin, Titus, Camp, Morris, Cass, Marion |
| Horace W. Vaughan (en)               | Démocrate        | 4 mars 1913 - 3 mars 1915       | 63e         | Élu en 1912. | 1913–1915 Lamar, Red River, Bowie, Delta, Hopkins, Franklin, Titus, Camp, Morris, Cass, Marion |
| Eugene Black (en)                    | Démocrate        | 4 mars 1915 - 3 mars 1929       | 64e - 70e   | Élu en 1914. Réélu en 1916. Réélu en 1918. Réélu en 1920. Réélu en 1922. Réélu en 1924. Réélu en 1926. | 1915–1933 Lamar, Red River, Bowie, Delta, Hopkins, Franklin, Titus, Camp, Morris, Cass, Marion |
| Wright Patman                        | Démocrate        | 4 mars 1929 - 7 mars 1976       | 71e - 94e   | Élu en 1928. Réélu en 1930. Réélu en 1932. Réélu en 1934. Réélu en 1936. Réélu en 1938. Réélu en 1940. Réélu en 1942. Réélu en 1944. Réélu en 1946. Réélu en 1948. Réélu en 1950. Réélu en 1952. Réélu en 1954. Réélu en 1956. Réélu en 1958. Réélu en 1960. Réélu en 1962. Réélu en 1964. Réélu en 1966. Réélu en 1968. Réélu en 1970. Réélu en 1972. Réélu en 1974. Décès. | 1933–1959 Lamar, Red River, Bowie, Delta, Hopkins, Franklin, Titus, Camp, Morris, Cass, Marion, Harrison |
| Wright Patman                        | Démocrate        | 4 mars 1929 - 7 mars 1976       | 71e - 94e   | Élu en 1928. Réélu en 1930. Réélu en 1932. Réélu en 1934. Réélu en 1936. Réélu en 1938. Réélu en 1940. Réélu en 1942. Réélu en 1944. Réélu en 1946. Réélu en 1948. Réélu en 1950. Réélu en 1952. Réélu en 1954. Réélu en 1956. Réélu en 1958. Réélu en 1960. Réélu en 1962. Réélu en 1964. Réélu en 1966. Réélu en 1968. Réélu en 1970. Réélu en 1972. Réélu en 1974. Décès. | 1959–1967 Lamar, Red River, Bowie, Delta, Hopkins, Franklin, Titus, Morris, Cass, Marion, Harrison |
| Wright Patman                        | Démocrate        | 4 mars 1929 - 7 mars 1976       | 71e - 94e   | Élu en 1928. Réélu en 1930. Réélu en 1932. Réélu en 1934. Réélu en 1936. Réélu en 1938. Réélu en 1940. Réélu en 1942. Réélu en 1944. Réélu en 1946. Réélu en 1948. Réélu en 1950. Réélu en 1952. Réélu en 1954. Réélu en 1956. Réélu en 1958. Réélu en 1960. Réélu en 1962. Réélu en 1964. Réélu en 1966. Réélu en 1968. Réélu en 1970. Réélu en 1972. Réélu en 1974. Décès. | 1967–1969 Lamar, Red River, Bowie, Delta, Hopkins, Wood, Franklin, Titus, Camp, Morris, Cass, Marion, Harrison, Panola, Rusk, Cherokee, Shelby |
| Wright Patman                        | Démocrate        | 4 mars 1929 - 7 mars 1976       | 71e - 94e   | Élu en 1928. Réélu en 1930. Réélu en 1932. Réélu en 1934. Réélu en 1936. Réélu en 1938. Réélu en 1940. Réélu en 1942. Réélu en 1944. Réélu en 1946. Réélu en 1948. Réélu en 1950. Réélu en 1952. Réélu en 1954. Réélu en 1956. Réélu en 1958. Réélu en 1960. Réélu en 1962. Réélu en 1964. Réélu en 1966. Réélu en 1968. Réélu en 1970. Réélu en 1972. Réélu en 1974. Décès. | 1969–1973 Lamar, Red River, Bowie, Delta, Hopkins, Wood, Franklin, Titus, Camp, Morris, Cass, Marion, Harrison, Panola, Rusk, Cherokee, Shelby |
| Wright Patman                        | Démocrate        | 4 mars 1929 - 7 mars 1976       | 71e - 94e   | Élu en 1928. Réélu en 1930. Réélu en 1932. Réélu en 1934. Réélu en 1936. Réélu en 1938. Réélu en 1940. Réélu en 1942. Réélu en 1944. Réélu en 1946. Réélu en 1948. Réélu en 1950. Réélu en 1952. Réélu en 1954. Réélu en 1956. Réélu en 1958. Réélu en 1960. Réélu en 1962. Réélu en 1964. Réélu en 1966. Réélu en 1968. Réélu en 1970. Réélu en 1972. Réélu en 1974. Décès. | 1973–1975 Lamar, Red River, Bowie, Delta, Hopkins, Wood, Franklin, Titus, Camp, Morris, Cass, Marion, Harrison, Panola, Rusk, Cherokee, Upshur, Shelby, Fannin, Henderson, San Augustine |
| Wright Patman                        | Démocrate        | 4 mars 1929 - 7 mars 1976       | 71e - 94e   | Élu en 1928. Réélu en 1930. Réélu en 1932. Réélu en 1934. Réélu en 1936. Réélu en 1938. Réélu en 1940. Réélu en 1942. Réélu en 1944. Réélu en 1946. Réélu en 1948. Réélu en 1950. Réélu en 1952. Réélu en 1954. Réélu en 1956. Réélu en 1958. Réélu en 1960. Réélu en 1962. Réélu en 1964. Réélu en 1966. Réélu en 1968. Réélu en 1970. Réélu en 1972. Réélu en 1974. Décès. | 1975–1977 Lamar, Red River, Bowie, Delta, Hopkins, Wood, Franklin, Titus, Camp, Morris, Cass, Marion, Harrison, Panola, Rusk, Cherokee, Upshur, Shelby, Fannin, Henderson, San Augustine, sud-est de Hunt et partie est de Rains |
| Vacant                               | Vacant           | 7 mars 1976 - 19 juin 1976      | 94e         | | |
| Sam B. Hall (en)                     | Démocrate        | 19 juin 1976 - 27 mai 1985      | 94e - 99e   | Élu pour terminer le mandat de Patman. Réélu en 1978. Démissionne pour devenir Juge de District des États-Unis. | |
| Sam B. Hall (en)                     | Démocrate        | 19 juin 1976 - 27 mai 1985      | 94e - 99e   | Élu pour terminer le mandat de Patman. Réélu en 1978. Démissionne pour devenir Juge de District des États-Unis. | 1977–1983 |
| Sam B. Hall (en)                     | Démocrate        | 19 juin 1976 - 27 mai 1985      | 94e - 99e   | Élu pour terminer le mandat de Patman. Réélu en 1978. Démissionne pour devenir Juge de District des États-Unis. | 1983–1993 Lamar, Red River, Bowie, Delta, Hopkins, Wood, Franklin, Titus, Camp, Morris, Cass, Marion, Harrison, Panola, Rusk, Cherokee, Upshur, Shelby, Henderson, San Augustine, nord de Hunt |
| Vacant                               | Vacant           | 27 mai 1985 - 3 août 1985       | 99e         | | |
| Jim Chapman (en)                     | Démocrate        | 3 août 1985 - 3 janvier 1997    | 99e - 104e  | Élu pour terminer le mandat de Hall. Réélu en 1986. Réélu en 1988. Réélu en 1990. Réélu en 1992. Réélu en 1994. Retrait pour se présenter comme Sénateur des États-Unis. | |
| Jim Chapman (en)                     | Démocrate        | 3 août 1985 - 3 janvier 1997    | 99e - 104e  | Élu pour terminer le mandat de Hall. Réélu en 1986. Réélu en 1988. Réélu en 1990. Réélu en 1992. Réélu en 1994. Retrait pour se présenter comme Sénateur des États-Unis. | 1993–1997 Lamar, Red River, Bowie, Delta, Hopkins, Wood, Franklin, Titus, Camp, Morris, Cass, Marion, Harrison, Panola, Rusk, Upshur, Shelby, est de Hunt, sud-est de Gregg, parties de Nacogdoches |
| Max Sandlin                          | Démocrate        | 3 janvier 1997 - 3 janvier 2005 | 105e - 108e | Élu en 1996. Réélu en 1998. Réélu en 2000. Réélu en 2002. Perd sa réélection. | 1997–2003 |
| Max Sandlin                          | Démocrate        | 3 janvier 1997 - 3 janvier 2005 | 105e - 108e | Élu en 1996. Réélu en 1998. Réélu en 2000. Réélu en 2002. Perd sa réélection. | 2003–2005 Lamar, Red River, Bowie, Delta, Hopkins, Wood, Franklin, Titus, Camp, Morris, Cass, Marion, Harrison, Panola, Rusk, Upshur, Shelby, majorité de Hunt, nord de Nacogdoches |
| Louie Gohmert                        | Républicain      | 3 janvier 2005 - 3 janvier 2023 | 109e - 117e | Élu en 2004. Réélu en 2006. Réélu en 2008. Réélu en 2010. Réélu en 2012. Réélu en 2014. Réélu en 2016. Réélu en 2018. Réélu en 2020. Retrait pour se présenter comme Procureur Général du Texas. | 2005–2013 Upshur, Marion, Harrison, Gregg, Smith, Rusk, Panola, Nacogdoches, Shelby, San Augustine, Sabine, Angelina, sud-est de Cass |
| Louie Gohmert                        | Républicain      | 3 janvier 2005 - 3 janvier 2023 | 109e - 117e | Élu en 2004. Réélu en 2006. Réélu en 2008. Réélu en 2010. Réélu en 2012. Réélu en 2014. Réélu en 2016. Réélu en 2018. Réélu en 2020. Retrait pour se présenter comme Procureur Général du Texas. | 2013–2023 Angelina, Gregg, Harrison, Nacogdoches, Panola, Rusk, Sabine, San Augustine, Shelby, Smith, Upshur (en partie), Wood (en partie) |
| Nathaniel Moran                      | Républicain      | 3 janvier 2023 - Présent        | 118e        | Élu en 2022. Réélu en 2024. | 2023–Présent Bowie (en partie), Camp, Cass, Franklin, Gregg, Harrison, Marion, Morris, Panola, Red River (en partie), Rusk, Sabine, San Augustine, Shelby, Smith, Titus, Upshur (en partie) |

## Résultats des récentes élections
Voici les résultats des dix précédents cycles électoraux dans le district.

### 2004
| Élection de 2004 du 1er district congressionnel du Texas | Élection de 2004 du 1er district congressionnel du Texas | Élection de 2004 du 1er district congressionnel du Texas | Élection de 2004 du 1er district congressionnel du Texas | Élection de 2004 du 1er district congressionnel du Texas |
| -------------------------------------------------------- | -------------------------------------------------------- | -------------------------------------------------------- | -------------------------------------------------------- | -------------------------------------------------------- |
| Parti                                                    | Parti                                                    | Candidat                                                 | Votes                                                    | %                                                        |
|                                                          | Républicain                                              | Louie Gohmert                                            | 157 068                                                  | 61,5                                                     |
|                                                          | Démocrate                                                | Max Sandlin (sortant)                                    | 96 281                                                   | 37,7                                                     |
|                                                          | Libertarien                                              | Dean Tucker                                              | 2 158                                                    | 0,8                                                      |
| Total des votes                                          | Total des votes                                          | Total des votes                                          | 255 507                                                  | 100 %                                                    |
|                                                          | Les Républicains prennent aux Démocrates                 |                                                          |                                                          |                                                          |

### 2006
| Élection de 2006 du 1er district congressionnel du Texas | Élection de 2006 du 1er district congressionnel du Texas | Élection de 2006 du 1er district congressionnel du Texas | Élection de 2006 du 1er district congressionnel du Texas | Élection de 2006 du 1er district congressionnel du Texas |
| -------------------------------------------------------- | -------------------------------------------------------- | -------------------------------------------------------- | -------------------------------------------------------- | -------------------------------------------------------- |
| Parti                                                    | Parti                                                    | Candidat                                                 | Votes                                                    | %                                                        |
|                                                          | Républicain                                              | Louie Gohmert (sortant)                                  | 104 099                                                  | 68,0                                                     |
|                                                          | Démocrate                                                | Roger L. Owen                                            | 46 303                                                   | 30,2                                                     |
|                                                          | Libertarien                                              | Donald Perkison                                          | 2 668                                                    | 1,7                                                      |
| Total des votes                                          | Total des votes                                          | Total des votes                                          | 153 070                                                  | 100 %                                                    |
|                                                          | Les Républicains conservent                              |                                                          |                                                          |                                                          |

### 2008
| Élection de 2008 du 1er district congressionnel du Texas | Élection de 2008 du 1er district congressionnel du Texas | Élection de 2008 du 1er district congressionnel du Texas | Élection de 2008 du 1er district congressionnel du Texas | Élection de 2008 du 1er district congressionnel du Texas |
| -------------------------------------------------------- | -------------------------------------------------------- | -------------------------------------------------------- | -------------------------------------------------------- | -------------------------------------------------------- |
| Parti                                                    | Parti                                                    | Candidat                                                 | Votes                                                    | %                                                        |
|                                                          | Républicain                                              | Louie Gohmert (sortant)                                  | 189 012                                                  | 87,6                                                     |
|                                                          | Indépendant                                              | Roger L. Owen                                            | 26 814                                                   | 12,4                                                     |
| Total des votes                                          | Total des votes                                          | Total des votes                                          | 215 826                                                  | 100 %                                                    |
|                                                          | Les Républicains conservent                              |                                                          |                                                          |                                                          |

### 2010
| Élection de 2010 du 1er district congressionnel du Texas | Élection de 2010 du 1er district congressionnel du Texas | Élection de 2010 du 1er district congressionnel du Texas | Élection de 2010 du 1er district congressionnel du Texas | Élection de 2010 du 1er district congressionnel du Texas |
| -------------------------------------------------------- | -------------------------------------------------------- | -------------------------------------------------------- | -------------------------------------------------------- | -------------------------------------------------------- |
| Parti                                                    | Parti                                                    | Candidat                                                 | Votes                                                    | %                                                        |
|                                                          | Républicain                                              | Louie Gohmert (sortant)                                  | 129 398                                                  | 89,7                                                     |
|                                                          | Libertarien                                              | Charles F. Parkes III                                    | 14 811                                                   | 10,3                                                     |
| Total des votes                                          | Total des votes                                          | Total des votes                                          | 144 209                                                  | 100 %                                                    |
|                                                          | Les Républicains conservent                              |                                                          |                                                          |                                                          |

### 2012
| Élection de 2012 du 1er district congressionnel du Texas | Élection de 2012 du 1er district congressionnel du Texas | Élection de 2012 du 1er district congressionnel du Texas | Élection de 2012 du 1er district congressionnel du Texas | Élection de 2012 du 1er district congressionnel du Texas |
| -------------------------------------------------------- | -------------------------------------------------------- | -------------------------------------------------------- | -------------------------------------------------------- | -------------------------------------------------------- |
| Parti                                                    | Parti                                                    | Candidat                                                 | Votes                                                    | %                                                        |
|                                                          | Républicain                                              | Louie Gohmert (sortant)                                  | 178 322                                                  | 71,4                                                     |
|                                                          | Démocrate                                                | Shirley J. McKellar                                      | 67 222                                                   | 26,9                                                     |
|                                                          | Libertarien                                              | Clark Patterson                                          | 4 114                                                    | 1,6                                                      |
| Total des votes                                          | Total des votes                                          | Total des votes                                          | 249 658                                                  | 100 %                                                    |
|                                                          | Les Républicains conservent                              |                                                          |                                                          |                                                          |

### 2014
| Élection de 2014 du 1er district congressionnel du Texas | Élection de 2014 du 1er district congressionnel du Texas | Élection de 2014 du 1er district congressionnel du Texas | Élection de 2014 du 1er district congressionnel du Texas | Élection de 2014 du 1er district congressionnel du Texas |
| -------------------------------------------------------- | -------------------------------------------------------- | -------------------------------------------------------- | -------------------------------------------------------- | -------------------------------------------------------- |
| Parti                                                    | Parti                                                    | Candidat                                                 | Votes                                                    | %                                                        |
|                                                          | Républicain                                              | Louie Gohmert (sortant)                                  | 115 084                                                  | 77,5                                                     |
|                                                          | Démocrate                                                | Shirley J. McKellar                                      | 33 476                                                   | 22,5                                                     |
| Total des votes                                          | Total des votes                                          | Total des votes                                          | 148 560                                                  | 100 %                                                    |
|                                                          | Les Républicains conservent                              |                                                          |                                                          |                                                          |

### 2016
| Élection de 2016 du 1er district congressionnel du Texas | Élection de 2016 du 1er district congressionnel du Texas | Élection de 2016 du 1er district congressionnel du Texas | Élection de 2016 du 1er district congressionnel du Texas | Élection de 2016 du 1er district congressionnel du Texas |
| -------------------------------------------------------- | -------------------------------------------------------- | -------------------------------------------------------- | -------------------------------------------------------- | -------------------------------------------------------- |
| Parti                                                    | Parti                                                    | Candidat                                                 | Votes                                                    | %                                                        |
|                                                          | Républicain                                              | Louie Gohmert (sortant)                                  | 192 434                                                  | 73,9                                                     |
|                                                          | Démocrate                                                | Shirley J. McKellar                                      | 62 847                                                   | 24,1                                                     |
|                                                          | Libertarien                                              | Jeff Callaway                                            | 5 062                                                    | 1,9                                                      |
| Total des votes                                          | Total des votes                                          | Total des votes                                          | 260 343                                                  | 100 %                                                    |
|                                                          | Les Républicains conservent                              |                                                          |                                                          |                                                          |

### 2018
| Élection de 2018 du 1er district congressionnel du Texas | Élection de 2018 du 1er district congressionnel du Texas | Élection de 2018 du 1er district congressionnel du Texas | Élection de 2018 du 1er district congressionnel du Texas | Élection de 2018 du 1er district congressionnel du Texas |
| -------------------------------------------------------- | -------------------------------------------------------- | -------------------------------------------------------- | -------------------------------------------------------- | -------------------------------------------------------- |
| Parti                                                    | Parti                                                    | Candidat                                                 | Votes                                                    | %                                                        |
|                                                          | Républicain                                              | Louie Gohmert (sortant)                                  | 168 165                                                  | 72,3                                                     |
|                                                          | Démocrate                                                | Shirley J. McKellar                                      | 61 263                                                   | 26,3                                                     |
|                                                          | Libertarien                                              | Jeff Callaway                                            | 3 292                                                    | 1,4                                                      |
| Total des votes                                          | Total des votes                                          | Total des votes                                          | 232 720                                                  | 100 %                                                    |
|                                                          | Les Républicains conservent                              |                                                          |                                                          |                                                          |

### 2020
| Élection de 2020 du 1er district congressionnel du Texas | Élection de 2020 du 1er district congressionnel du Texas | Élection de 2020 du 1er district congressionnel du Texas | Élection de 2020 du 1er district congressionnel du Texas | Élection de 2020 du 1er district congressionnel du Texas |
| -------------------------------------------------------- | -------------------------------------------------------- | -------------------------------------------------------- | -------------------------------------------------------- | -------------------------------------------------------- |
| Parti                                                    | Parti                                                    | Candidat                                                 | Votes                                                    | %                                                        |
|                                                          | Républicain                                              | Louie Gohmert (sortant)                                  | 219 726                                                  | 72,6                                                     |
|                                                          | Démocrate                                                | Hank Gilbert                                             | 83 016                                                   | 27,4                                                     |
| Total des votes                                          | Total des votes                                          | Total des votes                                          | 302 742                                                  | 100 %                                                    |
|                                                          | Les Républicains conservent                              |                                                          |                                                          |                                                          |

### 2022
| Primaire Républicaine de 2022 du 1er district congressionnel du Texas | Primaire Républicaine de 2022 du 1er district congressionnel du Texas | Primaire Républicaine de 2022 du 1er district congressionnel du Texas | Primaire Républicaine de 2022 du 1er district congressionnel du Texas | Primaire Républicaine de 2022 du 1er district congressionnel du Texas |
| --------------------------------------------------------------------- | --------------------------------------------------------------------- | --------------------------------------------------------------------- | --------------------------------------------------------------------- | --------------------------------------------------------------------- |
| Parti                                                                 | Parti                                                                 | Candidat                                                              | Votes                                                                 | %                                                                     |
|                                                                       | Républicain                                                           | Nathaniel Moran                                                       | 51 312                                                                | 63,0                                                                  |
|                                                                       | Républicain                                                           | Joe McDaniel                                                          | 19 708                                                                | 24,2                                                                  |
|                                                                       | Républicain                                                           | Aditya Atholi                                                         | 6 186                                                                 | 7,6                                                                   |
|                                                                       | Républicain                                                           | John Porro                                                            | 4 238                                                                 | 5,2                                                                   |

| Primaire Démocrate de 2022 du 1er district congressionnel du Texas | Primaire Démocrate de 2022 du 1er district congressionnel du Texas | Primaire Démocrate de 2022 du 1er district congressionnel du Texas | Primaire Démocrate de 2022 du 1er district congressionnel du Texas | Primaire Démocrate de 2022 du 1er district congressionnel du Texas |
| ------------------------------------------------------------------ | ------------------------------------------------------------------ | ------------------------------------------------------------------ | ------------------------------------------------------------------ | ------------------------------------------------------------------ |
| Parti                                                              | Parti                                                              | Candidat                                                           | Votes                                                              | %                                                                  |
|                                                                    | Démocrate                                                          | Jrmar Jefferson                                                    | 7 411                                                              | 45,5                                                               |
|                                                                    | Démocrate                                                          | Victor D.Dunn                                                      | 4 554                                                              | 27,9                                                               |
|                                                                    | Démocrate                                                          | Stephen Kocen                                                      | 2 457                                                              | 15,1                                                               |
|                                                                    | Démocrate                                                          | Gavin Dass                                                         | 1 881                                                              | 11,5                                                               |

| Second Tour de la Primaire Démocrate de 2022 du 1er district congressionnel du Texas | Second Tour de la Primaire Démocrate de 2022 du 1er district congressionnel du Texas | Second Tour de la Primaire Démocrate de 2022 du 1er district congressionnel du Texas | Second Tour de la Primaire Démocrate de 2022 du 1er district congressionnel du Texas | Second Tour de la Primaire Démocrate de 2022 du 1er district congressionnel du Texas |
| ------------------------------------------------------------------------------------ | ------------------------------------------------------------------------------------ | ------------------------------------------------------------------------------------ | ------------------------------------------------------------------------------------ | ------------------------------------------------------------------------------------ |
| Parti                                                                                | Parti                                                                                | Candidat                                                                             | Votes                                                                                | %                                                                                    |
|                                                                                      | Démocrate                                                                            | Jrmar Jefferson                                                                      | 5 607                                                                                | 75,9                                                                                 |
|                                                                                      | Démocrate                                                                            | Victor D.Dunn                                                                        | 1783                                                                                 | 24,1                                                                                 |

| Élection de 2022 du 1er district congressionnel du Texas | Élection de 2022 du 1er district congressionnel du Texas | Élection de 2022 du 1er district congressionnel du Texas | Élection de 2022 du 1er district congressionnel du Texas | Élection de 2022 du 1er district congressionnel du Texas |
| -------------------------------------------------------- | -------------------------------------------------------- | -------------------------------------------------------- | -------------------------------------------------------- | -------------------------------------------------------- |
| Parti                                                    | Parti                                                    | Candidat                                                 | Votes                                                    | %                                                        |
|                                                          | Républicain                                              | Nathaniel Moran                                          | 183 224                                                  | 78,1                                                     |
|                                                          | Démocrate                                                | Jrmar Jefferson                                          | 51 438                                                   | 21,9                                                     |
| Total des votes                                          | Total des votes                                          | Total des votes                                          | 234 662                                                  | 100 %                                                    |
|                                                          | Les Républicains conservent                              |                                                          |                                                          |                                                          |

### 2024
| Primaire Républicaine de 2024 du 1er district congressionnel du Texas | Primaire Républicaine de 2024 du 1er district congressionnel du Texas | Primaire Républicaine de 2024 du 1er district congressionnel du Texas | Primaire Républicaine de 2024 du 1er district congressionnel du Texas | Primaire Républicaine de 2024 du 1er district congressionnel du Texas |
| --------------------------------------------------------------------- | --------------------------------------------------------------------- | --------------------------------------------------------------------- | --------------------------------------------------------------------- | --------------------------------------------------------------------- |
| Parti                                                                 | Parti                                                                 | Candidat                                                              | Votes                                                                 | %                                                                     |
|                                                                       | Républicain                                                           | Nathaniel Moran (sortant)                                             | 84 442                                                                | 100%                                                                  |

| Élection de 2024 du 1er district congressionnel du Texas | Élection de 2024 du 1er district congressionnel du Texas | Élection de 2024 du 1er district congressionnel du Texas | Élection de 2024 du 1er district congressionnel du Texas | Élection de 2024 du 1er district congressionnel du Texas |
| -------------------------------------------------------- | -------------------------------------------------------- | -------------------------------------------------------- | -------------------------------------------------------- | -------------------------------------------------------- |
| Parti                                                    | Parti                                                    | Candidat                                                 | Votes                                                    | %                                                        |
|                                                          | Républicain                                              | Nathaniel Moran                                          | 258 253                                                  | 100                                                      |
| Total des votes                                          | Total des votes                                          | Total des votes                                          | 258 523                                                  | 100 %                                                    |
|                                                          | Les Républicains conservent                              |                                                          |                                                          |                                                          |